# Gang des Lyonnais
Le gang des Lyonnais est une association de malfaiteurs à l'origine d'une trentaine de vols à main armée, active principalement dans la région lyonnaise et en France pendant la décennie 1967-1977. Il est également surnommé par la police le « gang des Blouses bleues », le « gang des Estafettes » ou le « gang des Métèques ».
Constitué d'un noyau dur de huit individus, ce gang a accumulé un important butin issu d'opérations préparées avec minutie, dont le plus marquant reste le casse du siècle de l'Hôtel des postes de Strasbourg en 1971,. Le gang a été soupçonné d'avoir pris part à l'assassinat du juge François Renaud à Lyon en 1975. Certaines sources font état de l'appartenance d'un de ses membres au Service d'action civique et indiquent qu'une partie du butin du casse de Strasbourg aurait pu servir à des financements occultes d'un parti politique de droite. Cependant ces points n'ont jamais été démontrés.

## Composition et exactions du gang

### Noyau dur de huit individus
À la fin des années 1960, Pierre Pourrat, quarante ans, qui a vécu de l'assistance publique, a connu les maisons de correction et la prison, est introduit dans le milieu du banditisme lyonnais par Pierre Rémond, lequel jouit déjà d'une solide réputation au sein de la « bande du Gros Caillou ».
En 1969, cette dernière est en partie démantelée au cours d'opérations menées conjointement par les polices espagnoles et françaises, mettant un terme à une vaste campagne de vols à main armée. Rémond est abattu lors de son interpellation dans un café du quartier d'Ainay à Lyon. Pourrat, non concerné par l'opération de police, cherche rapidement à fonder son « équipe ». Il commence par s'associer avec Joanny Chavel, âgé d'une trentaine d'années et déjà fiché au grand banditisme, qui vient de rompre son association avec une figure du milieu, Claude Guerry, persuadé que les indiscrétions de celui-ci le mèneront à sa perte.
L'année suivante, Chavel recrute un ancien codétenu comme chauffeur, Edmond Vidal, dit « Monmon », tout juste sorti de prison. Le duo Pourrat-Chavel recrute également un truand très expérimenté et réputé pour son sang-froid, Nicolas Caclamanos, lequel présente aussi l'avantage d'être un proche du parrain de la pègre lyonnaise dont certaines sources mentionnent qu'il serait le représentant local du Service d'action civique, Jean Augé. Cependant en 1982, la Commission d'enquête parlementaire sur le SAC ne retiendra pas cette appartenance, démentie par Pierre Debizet, secrétaire général du Service. Pour assurer leurs coups toujours plus audacieux, l'équipe s'agrandit naturellement des proches de Vidal, avec Pierre Zakarian, Michel Silmetzoglu, deux proxénètes notoires, ainsi que Jean-Pierre Gandebœuf et Jean-Pierre Mercarian.
Dans un cercle plus élargi, le gang recrute au besoin jusqu'à une quinzaine d'individus. La justice ne pourra formellement les relier au gang, malgré les liens familiaux, comme Robert Gandebœuf, et Joseph Vidal. C'est aussi le cas du truand Louis Guillaud, dit "La carpe", proche de Caclamanos, qui sera confondu dans une affaire de rapt d'enfant et dont le nom revient régulièrement dans le cadre de l'assassinat du juge Renaud en 1975.

### Signature du gang
Le gang des Lyonnais se caractérise par des actes de banditisme préparés avec une rigueur quasi militaire et avec très grande discrétion dans les repérages, utilisant des véhicules relais quelconques achetés d'occasion, notamment des Estafettes modifiées et préparées avec lesquelles ils empruntent dans leurs fuites des trajets atypiques minutieusement parcourus. Ils usent de sobriquets et imitent parfois des accents régionaux pour s'exprimer entre eux. Pourrat, alias « Patrick » ou « Le Docteur », ou encore « Le Directeur », en rapport à son apparence et son âge, Chavel dit « le gros Jeannot », vétéran de la guerre d'Algérie, Vidal dit « Monmon », Caclamanos dit « Nick le Grec », Zakarian dit « Pipo », Gandebœuf dit « Christo la guigne » à cause de son tempérament bagarreur, Silmetzoglu dit « Michel le Grec » et Mardirossian dit « Mardir ».

### Attaques imputées au gang des Lyonnais
Sous la direction du commissaire Pierre Richard, de la SRPJ de Lyon, appuyé par l'office central pour la répression du banditisme emmené par le commissaire Charles Pellegrini, les enquêteurs attribuent au gang des Lyonnais plus d'une trentaine de braquages commis essentiellement dans la région Rhône-Alpes, mais sans jamais les avoir pris en flagrant délit,.
- Le mercredi 23 décembre 1970, cinq malfaiteurs déguisés en employés municipaux de la voirie volent sous la menace d'armes automatiques les convoyeurs de fonds qui viennent de quitter l'hôtel des postes de Chambéry chargés de sacs de billets de banque. Préjudice de 2 200 000 francs. Il s'agit du premier fait d'arme d'envergure attribué au gang des Lyonnais[2].
- Le mercredi 30 juin 1971, cinq malfaiteurs vêtus de longues blouses grises s'introduisent dans l'hôtel des postes de Strasbourg avant l'arrivée des convoyeurs. Ceux-ci, qui ne sont escortés par la police nationale française que sur la voie publique, sont braqués sous la menace d'armes automatiques dans un couloir de la poste. Les voleurs repartent avec huit sacs contenant des fonds correspondant aux pensions, rentes et salaires de plusieurs milliers de personnes. Le préjudice est de 11 680 000 francs lourds (soit plus de 12 millions d'euros en 2019)[10]. Les journaux titrent dès le lendemain qu'il s'agit là du casse du siècle. Le modus operandi permet de le relier au retentissant braquage de Chambéry, mais également à ceux de Lagnieu, Roanne, Bourg-en-Bresse, Dole et Vienne[2],[11].
- Le samedi 5 février 1972, quatre malfaiteurs attaquent à main armée trois convoyeurs qui viennent de récupérer les recettes de la grande surface commerciale Carrefour à Vénissieux. Une fusillade se produit dans laquelle Joanny Chavel est grièvement blessé. Préjudice de 1 500 000 francs[12]. Trois jours plus tard, le juge Renaud ouvre une information judiciaire contre X pour vols qualifiés[11].
- Le samedi 28 octobre 1972, une bande de malfaiteurs entre sans effraction et sans témoin dans l'hôtel des postes de Mulhouse et vide soigneusement les coffres des 11 708 600 de francs lourds qu'ils contenaient, égalant le butin du casse de Strasbourg. Le rapprochement est fait entre les deux casses mais ils resteront non-élucidés à l'instruction[13].
- Autres braquages d'envergure attribués :
  - établissements Champiers à Tarare, le 31 octobre 1973
  - Société générale de Chazelles-sur-Lyon cinq jours plus tard
  - Société générale de Feurs le 10 décembre de la même année
  - Crédit lyonnais de Nevers le 4 avril 1974
  - Banque populaire de Chalon-sur-Saône le 31 octobre de la même année[14].

## Fin du gang des Lyonnais

### Incident, indicateurs et indiscrétions
Le 6 février 1972, au lendemain de la fusillade au Carrefour de Vénissieux, les gendarmes de Saint-Priest qui font leur tournée remarquent « un étrange manège » sur un chemin de campagne près de Décines : un transbordement est effectué entre une BMW et une Estafette. À la vue des gendarmes, l'Estafette prend la fuite. Le conducteur de la BMW est interpellé et fournit une explication confuse : il se serait assoupi dans sa voiture et n'a pas remarqué l'Estafette. Les gendarmes le laissent partir après l'avoir identifié : il s'agit d'Edmond Vidal, un ferrailleur de 27 ans. Il a déjà eu de gros ennuis avec la justice, en compagnie d'un complice nommé Jean-Pierre Gandeboeuf. Le renseignement est aussitôt transmis au Groupe de répression du banditisme du SRPJ de Lyon dirigé par le commissaire Nicolaï. Edmond Vidal est aussitôt placé sur écoutes et mis sous surveillance. Les policiers identifient ainsi deux de ses relations qui, comme lui, ont un train de vie élevé sans rapport avec leur profession officielle : Pierre Zakarian « Pipo » et Michel Silmetzoglu « Le Grec ».
À partir du 5 avril 1972, des langues se délient : un indicateur à l'origine d'une indélicatesse envers le commissaire Pierre Richard met en cause Edmond (« Monmon ») Vidal et « Pipo » dans l'affaire du Carrefour de Vénissieux. En juillet, le commissaire Lutz du SRPJ de Strasbourg recueille les confidences d'un autre indicateur : le vol à main armée de la Poste est l'œuvre de Lyonnais surnommés « Jeannot » « Monmon » et « Patrick ». Monmon est Vidal. Jeannot est identifié comme Joanny Chavel, inscrit au fichier du banditisme. Dans le même temps, un détenu bavard permet l'identification de Pourrat. Les efforts policiers se concentrent alors sur le milieu lyonnais, et plus particulièrement sur l'entourage de Pourrat, en procédant à de nombreuses filatures.
Par ailleurs, plusieurs membres semblent vivre très largement au-dessus de leurs moyens déclarés. Zakarian et Vidal mènent grand train, fréquentant les grands restaurants et les établissements de nuit réputés de la région lyonnaise, notamment le casino de Charbonnières-les-Bains. Ils investissent également dans l'immobilier, dont un chalet à Chamonix où ils feront l'objet de surveillances discrètes. Chavel achète comptant le Château de Fléchères et y donne de nombreuses soirées festives,.

### Assassinat d'un parrain de la pègre: Jean Augé
La réussite aussi bien financière que médiatique du gang entraîne des jalousies dans la pègre lyonnaise. Le parrain, Jean Augé, ayant aidé logistiquement le gang pour le casse de Strasbourg, pense que celui-ci lui est redevable. Pour financer un achat de drogue, il leur emprunte 500 000 francs puis refuse de rembourser. Le vendredi 15 juin 1973, il est abattu de plusieurs balles de gros calibre dans une rue de Caluire-et-Cuire. Cet assassinat déstabilise le milieu du banditisme et provoque une série de règlements de comptes et des tensions éclatent au sein même du gang.

### Assassinat d'un complice: Joanny Chavel
Dans ce contexte de règlements de comptes, la paranoïa gagne le gang. Chavel confie à Silmetzoglu qu'il pense que leurs associés vont les trahir, voire l'assassiner. En fait, ses outrances dépensières ont effectivement fini par inquiéter ses partenaires, malgré leurs tentatives pour le raisonner puis l'intimider. Le 18 octobre 1973, Chavel disparaît. Vraisemblablement victime d'un assassinat, son corps ne sera jamais retrouvé. Sa sœur obtiendra en 2010 la reconnaissance de sa mort, par jugement de déclaration d'absence. Vidal devient alors le maitre à penser du gang,,.

### Arrestations
Le 20 mars 1974, le juge Renaud ouvre une information judiciaire pour association de malfaiteurs. La police judiciaire, qui travaille de concert avec la gendarmerie dans la région lyonnaise, bénéficie d'un effectif policier confortable, ce qui permet de réaliser de nombreuses filatures. Toutefois, malgré leurs avancées, les enquêteurs ne parviendront jamais à prendre en flagrant délit les malfaiteurs rendus très méfiants. Ces derniers échapperont ainsi à « l'opération Chacal » lancée le 29 novembre 1974 par le commissaire Richard, malgré un effectif de cent-dix-huit policiers et gendarmes. L'opération visait à les intercepter au retour d'un braquage, avec le butin dans le coffre. Mais le nouveau gouvernement de Jacques Chirac, constitué après l'élection en mai du nouveau président Valéry Giscard d'Estaing, veut un résultat rapide pour montrer son efficacité. Selon certaines sources, Michel Poniatowski, ministre de l'intérieur, donne courant décembre l'ordre d'interpeller, même si ce n'est que pour le motif d'association de malfaiteur. Cette information est formellement démentie par Honoré Gévaudan, à l'époque chargé des Affaires criminelles à la direction centrale de la police judiciaire, qui a supervisé l'enquête. Selon lui : « C'est oublier que la direction de l'enquête appartient au seul juge d'instruction. (…) Un ministre de l'Intérieur s'intéresse aux affaires criminelles importantes, mais il n'intervient pas dans la tactique des opérations policières ».
Le 19 décembre 1974, une trentaine d'hommes et de femmes sont arrêtés. Treize seront inculpés,. Caclamanos échappe à la vague d'arrestations et se réfugie en Espagne. Avec la complicité d'un surveillant, Pourrat parvient à s'évader de la prison de Valence en 1975, deux ans avant le déclenchement du procès.

### Condamnations et devenir des membres
Le procès de seize malfaiteurs lyonnais débute le 18 juin 1977 à la cour d'assises de Lyon, pour répondre de huit attaques à mains armées attribuées au « gang des Lyonnais ». Entre-temps, le juge Renaud a été assassiné et la collusion supposée entre le gang, le SAC, et le monde politique, brouille les débats. Absents du procès, Chavel et Pourrat sont condamnés à mort par contumace. Mercarian est condamné à 5 ans de prison, Silmetzoglu et Robert Gandeboeuf à 8 ans, Zakarian et Vidal à 10 ans, et Jean-Pierre Gandeboeuf à 15.
- La mort de Joanny Chavel fut déclarée par jugement de déclaration d'absence, obtenu par sa sœur en 2010[16].
- Pierre Pourrat est repris deux ans plus tard et est mort d'un cancer en 1981, juste après avoir bénéficié d'une grâce médicale.
- Nicolas Caclamanos, réfugié en Espagne (qui lui servait de base arrière au temps de la bande du Gros Caillou), est finalement abattu le 9 janvier 1989 devant le bar « Le Berthelot », avenue Berthelot, à Lyon[19].
- Également réfugié en Espagne, Jacques Grangeon (possible coauteur du braquage de Strasbourg), suspecté de trafic de drogue, vivant à Marbella à partir de janvier 1996, est tué là-bas avec sa compagne Catherine, le 5 octobre de la même année. Dans sa villa, outre de l'argent en quantité, la police a trouvé 560 kg de haschich[20].
- Jean-Pierre Gandeboeuf a poursuivi dans la voie du banditisme. De 2000 à 2015, il a purgé une peine de prison dans le cadre de « l'affaire Topaze ». En mars 2016, il est mis en examen pour "association de malfaiteurs" et placé sous contrôle judiciaire par un juge d'instruction de la Juridiction interrégionale spécialisée de Marseille, pour avoir aidé à l'organisation d'un trafic de cocaïne.
- Michel Silmetzoglu, dit « Michel le Grec », est retrouvé mort avec les os brisés le 30 juillet 1988 dans les bois de Bettant[21].
- Pierre Zakarian se serait reclassé dans les années 1990, après de nombreux séjours en prison, dans le commerce des textiles. Il est décédé d'une tumeur au cerveau en 1994.
- André Ben Arab, seul acquitté lors du procès, est abattu le 22 juin 1977 dans son bar « Le Chambéry », situé au no 6 rue Sainte-Catherine à Lyon, lequel servait alors de couverture à toutes sortes d'activités illicites[22].
- Edmond Vidal est sorti de prison en juin 1982, grâce au jeu des remises de peines[14]. Il a ouvert un magasin de textile à Lyon. Pour accompagner la sortie du film Les Lyonnais, il publie en 2011, chez Michel Lafon, une autobiographie titrée Pour une poignée de cerises: Itinéraire d'un voyou pas comme les autres[23]. Il meurt en septembre 2024 des suites d’un cancer.

- Louis Guillaud, dit « la Carpe », fut reconnu par la police sur un enregistrement téléphonique dans l'affaire du rapt de Christophe Mérieux (voir infra). Il purgea 14 ans de prison sur les 20 de sa condamnation pour ce crime. Fin 2008, alors âgé de 78 ans, il tue le compagnon de sa fille pour faire cesser les coups qu'elle reçoit, puis il se suicide.
- Jean-Pierre Marin, soupçonné d'avoir participé au meurtre du juge Renaud, sera également impliqué dans le rapt de l'enfant (voir infra). Il sera tué lors de son interpellation en 1976.

## Autres affaires attribuées au gang des Lyonnais

### Rapt de Christophe Mérieux
Certains membres du gang sont soupçonnés d'avoir participé, le 9 décembre 1975, à l'enlèvement de Christophe Mérieux, âgé de neuf ans, dont le père était alors l'actionnaire principal de l'institut Mérieux. La voix de Louis Guillaud, dit « la Carpe », est reconnue par la police sur un enregistrement téléphonique. Il purge 14 ans de prison sur les 20 de sa condamnation pour ce crime. En enquêtant sur l'enlèvement, la police trouve également les empreintes de Jean-Pierre Marin (par ailleurs soupçonné d'avoir participé au meurtre du juge Renaud). Il est abattu lors de son interpellation en 1976.
L'enfant sera libéré après que son père a donné 15 000 000 de francs lourds aux ravisseurs (qui en avaient demandé 20, mais en ont oublié 5 sur le siège de la voiture du père lors de la livraison de la rançon).

## Dans la culture populaire
Le gang des Lyonnais a fortement marqué l'opinion publique dans les années 1970, ravivant un climat de criminalité en bande organisée qui s'était assagi après les années 1950.

### Télévision
- 1980 : La Traque, mini-série en 4 épisodes de Philippe Lefebvre, avec Gérard Lanvin dans le rôle de chef du gang.

### Cinéma
- 2011 : le film Les Lyonnais d'Olivier Marchal est sorti le 23 novembre 2011 dans la région Rhône-Alpes et le 30 novembre de la même année dans le reste de la France. Il met notamment en scène l'acteur Gérard Lanvin dans le rôle du chef (Edmond Vidal).

### Littérature
- Edmond Vidal publie en 2011, pour accompagner la sortie du film Les Lyonnais, une autobiographie titrée Pour une poignée de cerises: Itinéraire d'un voyou pas comme les autres (Éditions Michel Lafon)[23].
- Bande-dessinée Le Gang des Lyonnais et autres vraies histoires lyonnaises par  Florent Deligia et David Mohammed, éditée en 2011 par Lyon Capitale[25].

### Documentaires
- Florence Nicol, Le casse de Strasbourg, documentaire, 80 minutes, 2010, Jimmy.
- Stéphane Granzotto, Le Gang des Lyonnais, documentaire, 52 minutes, 2011, France 3.

### Ressource télévisuelle
- La légende du gang des Lyonnais (1967-1977)